# Neptunidraco
Neptunidraco is een geslacht van uitgestorven krokodilachtigen. De enige bekende soort Neptunidraco ammoniticus kwam voor in het Midden-Jura in het noordoosten van het huidige Italië. De soort werd voor het eerst beschreven in 2010, op basis van een vondst uit 1955.
Neptunidraco is het oudste bekende lid uit de familie Metriorhynchidae.

## Voorkomen
De soort kwam voor in de Tethysoceaan, een nu verdwenen zee die destijds in het noorden van Gondwana lag en nu bij Italië hoort. Het fossiel werd gevonden in een laag uit het Midden-Jura, meer bepaald van een periode tussen het Bajocien en Bathonien, circa 167,7 miljoen jaar geleden.

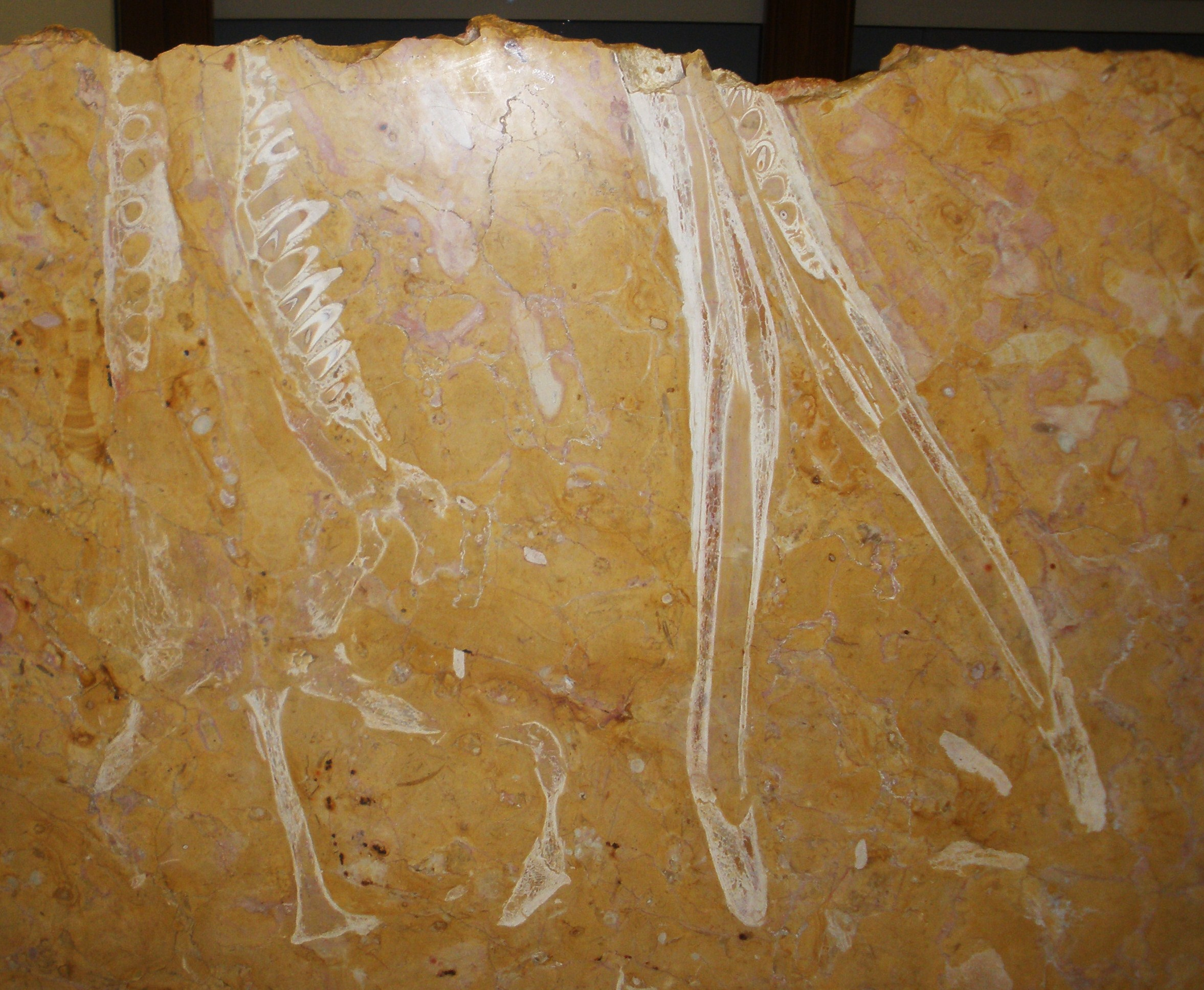
Het fossiel van Neptunidraco.

## Naamgeving
De geslachtsnaam verwijst naar Neptunus, de Romeinse god van de zee, en 'draco', Latijn voor 'draak' en betekent dus 'Neptunus' draak'. De soortaanduiding ammoniticus verwijst naar de vindplaats van het fossiel, de Rosso Ammonitico Veroneseformatie.

## Kenmerken
N. ammoniticus was circa vier meter lang. Hij was aangepast aan een leven dat zich voornamelijk of zelfs helemaal in zee afspeelde en dat leven op het vasteland onmogelijk maakte. Hij had een gestroomlijnde schedel, een hydrodynamisch lichaam en een verticale staart die op die van vissen lijkt. Vermoedelijk waren zijn poten veranderd in zwemvinnen, zoals bij verwante soorten. Mogelijk kwam hij wel nog op het vasteland om zijn eieren te leggen zoals bij de huidige zeeschildpadden.
De krokodil was een vleeseter, maar stond ondanks zijn grootte niet aan de top van de voedselketen. Tijdens het Jura werden de zeeën bevolkt door nog grote roofdieren zoals Pliosaurus. Uit de tanden wordt afgeleid dat de soort waarschijnlijk op kleine, snelle prooien joeg en niet in staat was gepantserde vissen, kreeftachtigen, leden uit de Ammonoidea of grote zeereptielen te doden.